# Busard d'Orient
Circus spilonotus
Espèce
Statut de conservation UICN

 LC  : Préoccupation mineure
Statut CITES
Le Busard d'Orient (Circus spilonotus) est une espèce d'oiseaux de la famille des Accipitridae.
Son aire de nidification s'étend à travers le sud de la Sibérie, la Mongolie, la Manchourie, Sakhaline et le nord du Japon ainsi qu'en Asie du Sud-Est.